# Публій Корнелій Цетег (консул)
Публій Корнелій Цетег (223 — після 173 р. до н. е.) — політичний, державний та військовий діяч Римської республіки, консул 181 року до н. е.

## Життєпис
Походив з патриціанського роду Корнеліїв. Син Луція Корнелія Цетега. 
У 187 році до н. е. його обрано курульним еділом. Під час ігор, які він проводив, впала щогла на статую богині Поллентії, в зв'язку з чим ігри були подовжені на півдня. У 185 році до н. е. обіймав посаду претора.
У 181 році до н. е. його обрано консулом разом з Марком Бебієм Тамфілом. Під час своєї каденції провів закон щодо передвиборчих зловживаннях. Отримав як провінцію Лігурію, але моровиця невідомої хвороби створила труднощі у збиранні війська. Втім термін консульства зрештою пройшов мирно. У 180 році до н. е. Публій Цетег став проконсулом Лігурії та Самнія. На цій посаді вдерся в область лігурійського племені апуанів, підкоривши його, а згодом переселивши їх до Самніума. За це Цетег отримав тріумф.
У 173 році до н. е. став членом комісії децемвирів для розподілу захоплених лігурійських земель поміж приватних осіб.